# Qui sulla terra
Qui sulla terra (Aqui na Terra) è un film del 1993 diretto da João Botelho.